# Sramanism
Med sramanism (icke att förväxla med schamanism) menas en religiös och filosofisk rörelse i Indien för cirka 2500 år sedan. Den bestod av ett stort antal fraktioner, som inte hade mycket gemensamt förutom motståndet mot brahmanismen samt förkastandet av kastsystemet och Veda. De enda överlevande sramanistiska skolorna är jainismen och buddhismen.